# Christine Francke
Christine Francke (12 de junho de 1974) é uma ex-futebolista alemã que atuava como goleira.

## Carreira
Christine Francke representou a Seleção Alemã de Futebol Feminino, nas Olimpíadas de 1996.